# Salarias
Salarias es un género de peces de la familia de los blénidos en el orden de los Perciformes.

## Especies
Existen las siguientes especies en este género:
- Salarias alboguttatus (Kner, 1867)
- Salarias ceramensis (Bleeker, 1853)
- Salarias fasciatus (Bloch, 1786)
- Salarias guttatus (Valenciennes, 1836)
- Salarias luctuosus (Whitley, 1929)
- Salarias nigrocinctus (Bath, 1996)
- Salarias obscurus (Bath, 1992)
- Salarias patzneri (Bath, 1992)
- Salarias ramosus (Bath, 1992)
- Salarias segmentatus (Bath & Randall, 1991)
- Salarias sexfilum (Günther, 1861)
- Salarias sibogai (Bath, 1992)
- Salarias sinuosus (Snyder, 1908)